# Eueides reducta
Eueides reducta är en fjärilsart som beskrevs av Heinrich Neustetter 1931. Eueides reducta ingår i släktet Eueides och familjen praktfjärilar. Inga underarter finns listade i Catalogue of Life.